# ヴォロダリ・ロスチスラヴィチ
ヴォロダリ・ロスチスラヴィチ（ロシア語: Володарь Ростиславич、? - 1124年3月19日）は、トムタラカニ公ロスチスラフ・ウラジミロヴィチの3人の息子の中の次男である（リューリクが長男、ヴァシリコが三男）。ズヴェニゴロド公：1085年 - 1092年、ペレムィシュリ公：1092年 - 1124年。

## 生涯
父はトムタラカニ公であったが1067年に死亡し、ヴォロダリら3兄弟はトムタラカニ(ru)から追い出された。その後はヤロポルクが公位の座にあったヴォルィーニ公国の首都・ウラジーミル・ヴォリンスキーで暮らしていたが、兄弟と共にウラジーミル・ヴォリンスキーから去り、カルパティア山脈の東の地（プリカルパティエ(ru)）を占拠した。その後、ヴォロダリはズヴェニゴロド公として承認された。1086年にヴォルィーニ公ヤロポルクがヴォロダリら3兄弟に対する遠征を行うが、ヤロポルクはズヴェニゴロドへの途上で暗殺されている。
兄リューリクの死後、ヴォロダリは兄の領土であったペレムィシュリを相続していたが、1097年のリューベチ諸公会議は、ヴォロダリの公位を確固たるものにした。1099年にはキエフ大公スヴャトポルクはヴォロダリら兄弟の領土を支配下に入れようと画策したが、ヴォロダリら兄弟はロジュノ平原の戦いで勝利した。また、その後のハンガリー王国軍の侵攻に対し、ヴォロダリはペレムィシュリを堅守した。ハンガリー王国はヴャグルの戦い(ru)で、ヴォロダリらの援軍として参戦したダヴィド・イーゴレヴィチ、ボニャークの軍勢に破れ、撤退した。
1117年、ヴォロダリ・ヴァシリコ兄弟はウラジーミル・モノマフ、ダヴィド・イーゴレヴィチと連合し、ヴォルィーニ公ヤロスラフと戦った。連合軍はウラジーミル・ヴォリンスキーを包囲し、ヤロスラフは降服した。
1119年、ヴォロダリはハンガリー王国軍のビザンツ帝国への遠征に参加し、多大な戦利品を得て帰国した。1122年にはポーランドに遠征し、多くの土地を荒らし、多くの戦利品を獲得したが、配下のヴォエヴォダ（軍司令官）のピョートル(ru)の裏切りによってポーランドの捕虜となった。ヴォロダリはヴァシリコの支払った200グリヴナの身代金と引き換えに解放された。
1123年ヴォロダリ兄弟はハンガリー・ポーランド・ボヘミア軍と共にヤロスラフ（上記のヤロスラフ）の側に立ち、新たにヴォルィーニ公となったアンドレイ（ウラジーミル・モノマフの子）をウラジーミル・ヴォリンスキーに包囲したが、ヤロスラフの死によって包囲を解いた。
ヴォロダリは1124年に死去し、プシェムィシルの聖イオアン大聖堂に埋葬された。

## 子
- ロスチスラフ
- ウラジーミル
- イリーナ - 1104年、イサキオス・コムネノス（Ἰσαάκιος Κομνηνός(ru)、ビザンツ皇帝アレクシオス1世コムネノスの子）と結婚
- 娘 - 1114年、ヴォルィーニ公ロマン（ウラジーミル・モノマフの子）と結婚